# Andrėj Klimovič
Andrėj Vasilevič Klimovič (in bielorusso Андрэй Васілевіч Клiмовiч?; Minsk, 27 agosto 1988) è un calciatore bielorusso, portiere dell'Islač.

## Statistiche

### Cronologia presenze e reti in nazionale
| Cronologia completa delle presenze e delle reti in nazionale ― Bielorussia | Cronologia completa delle presenze e delle reti in nazionale ― Bielorussia | Cronologia completa delle presenze e delle reti in nazionale ― Bielorussia | Cronologia completa delle presenze e delle reti in nazionale ― Bielorussia | Cronologia completa delle presenze e delle reti in nazionale ― Bielorussia | Cronologia completa delle presenze e delle reti in nazionale ― Bielorussia | Cronologia completa delle presenze e delle reti in nazionale ― Bielorussia | Cronologia completa delle presenze e delle reti in nazionale ― Bielorussia |
| Data                                                                       | Città                                                                      | In casa                                                                    | Risultato                                                                  | Ospiti                                                                     | Competizione                                                               | Reti                                                                       | Note                                                                       |
| -------------------------------------------------------------------------- | -------------------------------------------------------------------------- | -------------------------------------------------------------------------- | -------------------------------------------------------------------------- | -------------------------------------------------------------------------- | -------------------------------------------------------------------------- | -------------------------------------------------------------------------- | -------------------------------------------------------------------------- |
| 12-6-2017                                                                  | Minsk                                                                      | Bielorussia                                                                | 1 – 0                                                                      | Nuova Zelanda                                                              | Amichevole                                                                 | -                                                                          |                                                                            |
| 24-3-2019                                                                  | Belfast                                                                    | Irlanda del Nord                                                           | 2 – 1                                                                      | Bielorussia                                                                | Qual. Euro 2020                                                            | -2                                                                         |                                                                            |
| Totale                                                                     |                                                                            | Presenze                                                                   | 2                                                                          |                                                                            | Reti                                                                       | -2                                                                         |                                                                            |

## Palmarès

### Competizioni nazionali
- Coppa di Bielorussia: 1

Šachcër Salihorsk: 2018-2019